# Son ar chistr
«Son Ar Chistr» (с брет. — «Песня о сидре», изначально — «Ev chistr 'ta Laou!») — бретонская песня, написанная бретонскими крестьянами из Гискриффа (Морбиан, Франция), братьями Жаном-Бернаром Прима (фр. Jean-Bernard Prima; 1912—72) и Жаном-Мари Прима (фр. Jean-Marie Prima; род. 1913) в период сбора урожая в 1929 году. В рунете более известна адаптация на немецком языке с другим текстом — нем. Sieben Tage lang или нем. Was wollen wir trinken (начальные слова из немецкого варианта песни), в исполнении нидерландской группы «Bots».

## Использование и адаптация на разные языки
Мелодия получила известность за пределами Бретани после того, как в 1970 году была исполнена певцом и музыкантом Аланом Стивеллом (род. 1944), а нидерландская группа «Bots» написала на ту же мелодию песню Zeven dagen lang. Песня была неоднократно перепета фолк-исполнителями со всего мира и переведена на множество языков. Популярный мотив был использован многими коллективами, а текст песен порой не имел ничего общего с оригиналом.
Так, в 1982 году британской фолк-исполнительницей Рэй Фишер (1940—2011) на музыку песни братьев Прима был наложен текст английской народной баллады «Willie’s Lady» (6-я Баллада из коллекции «Баллады Чайлда» (англ. Child Ballads), опубликованной в период между 1882 по 1898 в десятитомном издании «Английские и шотландские народные баллады» (англ. The English and Scottish Popular Ballads)). Другой британский фолк-музыкант Мартин Карти (род. 1941), также неоднократно исполнявший народную балладу Willie’s Lady, так прокомментировал в декабре 2004 года компиляцию Рэй Фишер:

Это был необычайно удачный гениальный ход со стороны Рэй Фишер, «поженившей» песню Willie’s Lady на мотив бретонской песни Son Ar Chistr (Песня Сидра), и именно с её разрешения я записал композицию. Как мне сообщил один молодой бретонец, мелодия была написана в 1930 волынщиком, бродившим по улицам Парижа. История песни очень похожа на рождение Геракла; возможно конечно, что время создания ошибочно, но это не столь важно.
Оригинальный текст (англ.)It was a particularly happy stroke of genius on Ray Fisher’s part to marry the song Willie’s Lady to the tune of the Breton song Son Ar Chistr (The Song of Cider), and it is with her permission that I have recorded it. I was informed by a young Breton that the tune was written in 1930 by a piper who became a tramp on the streets of Paris. The story of the song is very close to that of the birth of Hercules, although there the timing of the trickery is, if anything, even more critical.

Среди наиболее известных обработок:

| - Alan Stivell — Son Ar Chistr (1970) - Bots — Zeven dagen lang (1976) - Oktoberklub — Was wollen wir trinken (1977) - Bots — Sieben Tage lang (1980) - Angelo Branduardi — Gulliver (1980) - Egil Monn-Iversen — оригинальный саундтрек к фильму «И на камнях растут деревья» / «Dragens Fange» (1985) - The Chieftains — Ev Chistr 'Ta, Laou! (1987) - Rabauken — Was wollen wir trinken (1995) - De Höhner — Was Wollen Wir Trinken Sieben Tage lang (1995) - The Pitcher — Drink (1995) - Rapalje — Wat zullen we drinken (1998) - Scooter — How Much is the Fish? (1998) - Non Servium — Seguimos siendo (1999) - Onkel Tøm Angelripper — Medley Aus 6 Liedern (1999) - Mervent — Ev Sistr (2001) - Bullig — Was Sollen Wir Trinken (2001) - Blackmore’s Night — All For One (2003) - Gigi & Die Braunen Stadtmusikanten (Daniel Giese) — Was wollen wir singen (2004) - J.B.O. — was wollen wir trinken (2005) - Adorned Brood — 7 Tage Lang (2006) - Dick O'Brass — Son ar Christ (2006) | - Ray Fisher, Martin Carthy — Willie’s Lady (2006) - The Highstreet Allstars — Rock That Beat (2007) - Mickie Krause — Jan Pilleman Otze (2008) - Leshak/Лешак — Was wollen wir trinken (2009) - Gens Goliae — La sidra (2010) - Мэлдис — Son ar Sistr (2010) - Молот — Вперёд, Товарищ! (2010) - Skald — За что же выпьем? (2010) - Tikkey A. Shelyen (Богданова, Марина Юрьевна) — Во славу сидра (2011) - Irish Beggars — Ev Sistr (2011) - Navan — Son ar Chistr (2011) - Tom Angelripper (Sodom) — Was wollen wir trinken (2011) - Джек и Тень — Ev Sistr (2012) - Basslovers United — Drunken (2012 - Hakka Muggies — Den už končí (2012) - The Liffey — folk band — Ev Sistr (2012) - F.R.A.M. — Ev Sistr (2013) - Tony Junior — Twerk Anthem (2013) - DagdaS — Ev Chistr (2013) - TheEWYFSFridge — I used to love her (2014) - Joryj Kłoc — Oj, na gori vogoń goryť (2014) - SPIRE — Ev Sistr (2015) - Heino — Was wollen wir trinken (2016, альбом Arschkarte) - Eluveitie — Lvgvs (2017) - dArtagnan — Was wollen wir trinken (2017) - Manau — Tout le monde est là (2018) - Green Crow — Был Сидор бодр (2020) |

## Текст
Ev sistr 'ta Laou, rak sistr zo mat, loñla

Ev sistr 'ta Laou, rak sistr zo mat

Ev sistr 'ta Laou, rak sistr zo mat

Ur blank, ur blank ar chopinad loñla

Ur blank, ur blank ar chopinad

 Ar sistr zo graet 'vit bout evet, loñla

 Ar sistr zo graet 'vit bout evet

 Ar sistr zo graet 'vit bout evet

 Hag ar merc’hed 'vit bout karet, loñla

 Hag ar merc’hed 'vit bout karet

Karomp pep hini e hini, loñla

Karomp pep hini e hini

Karomp pep hini e hini

'Vo kuit da zen kaout jalousi, loñla

'Vo kuit da zen kaout jalousi

 Ev sistr 'ta Laou, rak sistr zo mat, loñla

 Ev sistr 'ta Laou, rak sistr zo mat

 Ev sistr 'ta Laou, rak sistr zo mat

 Ur blank, ur blank ar chopinad loñla

 Ur blank, ur blank ar chopinad

'Oan ket 'met tri miz euredet loñla

'Oan ket met tri miz euredet

'Oan ket met tri miz euredet

e vezen bemdez chikanet loñla

e vezen bemdez chikanet

 Ev sistr 'ta Laou, rak sistr zo mat, loñla

 Ev sistr 'ta Laou, rak sistr zo mat

 Ev sistr 'ta Laou, rak sistr zo mat

 Ur blank, ur blank ar chopinad loñla

 Ur blank, ur blank ar chopinad

Taolioù botoù, fasadigoù loñla

Taolioù botoù, fasadigoù

Taolioù botoù, fasadigoù

ha toull an nor a-wechouigoù loñla

ha toull an nor a-wechouigoù

 Ev sistr 'ta Laou, rak sistr zo mat, loñla

 Ev sistr 'ta Laou, rak sistr zo mat

 Ev sistr 'ta Laou, rak sistr zo mat

 Ur blank, ur blank ar chopinad loñla

 Ur blank, ur blank ar chopinad
Пей сидр, Лау, ведь сидр хорош, ла-ла,

Пей сидр, Лау, ведь сидр хорош.

Пей сидр, Лау, ведь сидр хорош,

Монетка, монетка за стакан, ла-ла,

Монетка, монетка за стакан.

 

Сидр сделан для того, чтоб его пили, ла-ла,

А девушки — для того, чтоб их любили.

 

Будем же любить каждый своего человека, ла-ла,

Чтобы не было среди людей ревности.

 

Я ещё не женат и три месяца, ла-ла,

А каждый день уже скандалы.

 

Пинки и пощечины, ла-ла,

И удары о дверной косяк.

 

Но не это причиняет мне душевную боль, ла-ла,

А то, что обо мне говорят.

 

Называют меня разгильдяем, ла-ла,

Сидровым пьяницей и бабником.

 

Пей сидр, Лау, ведь сидр хорош, ла-ла,

Пей сидр, Лау, ведь сидр хорош.

## Ошибки и путаница
- Название бывает разным: от «Yod Jistr 'Ta Laou», «Ev Chistr 'Ta Laou» («Давай, пей сидр, Лау!») до «Ev Sistr» (разница между произношением chistr и sistr является диалектной) и «Son Ar Chistr (Jistr)» («Песня о сидре»).[9]
- В рунете распространено ошибочное мнение, что немецкая версия песни «Son Ar Chistr», «Sieben Tage lang» (в рунете более известна как «Was wollen wir trinken»), являлась гимном и/или походным маршем военно-воздушных войск Германии — Люфтваффе во время Второй мировой войны (или маршем СС). На самом деле, песня была переведена и спета на немецком нидерландской группой «Bots[англ.]» лишь в 1980 году. Другой миф гласит, что оригинальная бретонская версия песни — это гимн Ирландской республиканской армии. Приводятся даже ложные версии «перевода с ирландского», в которых говорится об «освобождении Ирландии». На самом деле Ирландия в оригинальном тексте не упоминается вообще, а разница между двумя языками слишком велика, чтобы ирландцы и бретонцы могли иметь общие песни.
- Текст немецкой версии «Sieben Tage lang» («Was wollen wir trinken») отличается от оригинального «Son Ar Chistr».
- Есть две немецкие версии песни «Son Ar Chistr»: «Was wollen wir trinken» от группы «Oktoberklub» (её текст политизирован) и «Sieben Tage lang» (также известна как «Was wollen wir trinken») от нидерландской группы «Bots». Версия от «Bots» популярнее версии от «Oktoberklub». Люди иногда путают эти две версии.
- Группа «Bots» спела песню на двух языках — сначала на нидерландском («Zeven dagen lang», 1976 год), а затем на немецком («Sieben Tage lang», 1980 год).